# Основна категория
Основна категория е термин от когнитивната психология и представлява категория на дадено ниво, включваща йерархията (тоест дадено ниво на всеобщност), която е предпочитана от хората в задачите за учене и памет. Терминът се асоциира с работата на психолога Елеонор Рош, която демонстрира преимуществата на основната категория в редица класически експерименти.